# Arugisa aliena
Arugisa aliena là một loài bướm đêm trong họ Erebidae.